# 東床尾山
東床尾山（ひがしとこのおさん）は標高839.1mの山である。関西百名山とふるさと兵庫50山にノミネートされている。

## 概略
兵庫・京都の府県境に端を発し、兵庫県北部の豊岡市（出石町･但東町）と朝来市（和田山町）の境界をなぞるように連なる床尾連山の西端部にあるこの山は出石糸井県立自然公園の中核をなしている。豊岡市と朝来市の境界地点に存在する山頂からの展望はよく、氷ノ山、蘇武岳、大江山など北近畿の山々が見渡せる。山には昔からイノシシやシカなど野生の動物が多く生息しており自然は豊かである。
この山は、「あまりに谷が深いため一度迷ったら二度と出ては来れない山」として古くから地元の人々に恐れられているほか、シカと同じくらいの大きさの大アリが出たという口伝承も存在している。
この近くには、西床尾山も存在するが、一等三角点が東床尾山にはある一方、西床尾山には無いことなどから、登山者にはこちらの方が人気があるという。
この山への登山口は計3か所存在し、自家用車で林道を利用して、途中の糸井の大カツラまで上がった場合は、最短で歩行時間約30分で山頂に着くことも可能である。
かつて、この山には、段ヶ峰に設置予定であった、風力発電所建設予定地の代替場所として計画が持ち上がったこともあった。

## 脚註
1. 1 2 3  東床尾山（Yamakei Online 2013年2月11日閲覧）
2. ↑  ウォッちず（鳥取→出石→直見）（国土地理院　2013年3月14日閲覧）
3. 1 2   東床尾山（全国旅相談 2013年3月1日閲覧）
4. 1 2 3 4  東床尾山 但馬眺望のみち（兵庫県ホームページ　2013年1月18日閲覧）
5. ↑  『平成21年第28回朝来市議会定例会議 議事録』